# Hermes Sanctorum
Pour les articles homonymes, voir Sanctorum.
Hermes Sanctorum-Vandevoorde, né le 7 mai 1981 à Jette, est un homme politique belge flamand, membre et élu de Groen! qu'il quitte le 2 septembre 2016, en désaccord avec le freinage de ce parti dans le domaine d'une loi contre l'abattage sans étourdissement. Il siège comme indépendant au parlement flamand.
Il est docteur en sciences (VUB, 2009) ; ingénieur bio en chimie (VUB, 2004) ; chercheur scientifique (VUB, 2004-09).

## Fonctions politiques
- conseiller communal à Overijse (2001-08);
  - échevin (2001-06)
- député au Parlement flamand :
  - depuis le 7 juin 2009
    - sénateur de communauté de 2015 à septembre 2016